# Amanecer búho
Amanecer Búho es el cuarto álbum de la banda uruguaya de rock alternativo Los Buenos Muchachos. Fue editado en abril de 2004 por el sello Bizarro Records y se presentó en vivo el 18 de mayo de ese año, en el teatro El Galpón. La grabación y producción estuvieron a cargo de Gastón Ackermann. El disco contiene un total de 16 canciones: 11 corresponden al álbum, 4 al EP No Risa y una pista adicional.
Bajo la dirección de Martin Wozniak realizaron el videoclip de La hermosa langosta aplastada en la vereda y con Diego Fernández el video de He never wants to see you (once again).
Amanecer Búho fue el más exitoso disco de la banda hasta ese momento. Fue elogiado por la crítica, se hizo merecedor de tres premios Graffiti 2005 (mejor videoclip, mejor tema del año por He never wants to see you (once again) y mejor álbum) y fue certificado disco de oro a fines del año 2009.

## Lista de canciones
| N.º | Título                                         | Escritor(es)                                                                    | Duración |  |
| 1.  | «Ahí voy»                                      | Buenos Muchachos                                                                | 2:52     |  |
| 2.  | «He never wants to see you (once again)»       | Buenos Muchachos                                                                | 2:47     |  |
| 3.  | «Partes del campo (parte 2)»                   | Buenos Muchachos                                                                | 4:45     |  |
| 4.  | «Under the tilo's tree»                        | Buenos Muchachos                                                                | 3:32     |  |
| 5.  | «Coral #5»                                     | Álvaro Garrigós, Gustavo Antuña, Laura Gutman, Marcelo Fernández y Pedro Dalton | 3:17     |  |
| 6.  | «Carlos, su auto y la calle mojada»            | Buenos Muchachos                                                                | 2:38     |  |
| 7.  | «Temperamento»                                 | Álvaro Garrigós, Gustavo Antuña, Pedro Dalton y Rafael Clevere                  | 3:43     |  |
| 8.  | «Pavimento del buen muchacho»                  | Buenos Muchachos                                                                | 3:12     |  |
| 9.  | «Jaja jeje (canción de cuna para Kurt Cobain)» | Buenos Muchachos                                                                | 3:59     |  |
| 10. | «La hermosa langosta aplastada en la vereda»   | Buenos Muchachos                                                                | 4:12     |  |
| 11. | «3 solterones, ven»                            | Buenos Muchachos                                                                | 2:08     |  |
| 12. | «Percuplast»                                   | Pablo Sonico y Gustavo Antuña                                                   | 1:16     |  |
| 13. | «Iris de morfina»                              | Buenos Muchachos                                                                | 2:24     |  |
| 14. | «Ambiente Carcasi»                             | Estudio para guitarra de Mateo Carcas                                           | 0:41     |  |
| 15. | «Y nos vamos jodiendo gratis»                  | Buenos Muchachos                                                                | 3:22     |  |
| 16. | «Monos en la mesa»                             | Gustavo Antuña                                                                  | 1:34     |  |

## Créditos
Músicos
- Alejandro itté: bajo
- Gustavo Antuña: guitarra
- Marcelo Fernández: guitarra
- Laura Gutman: batería
- Pedro Dalton: voz

Músicos adicionales
- Gastón Ackerman - trompetas en Temperamento y La hermosa langosta aplastada en la vereda
- Pablo Sónico - Percusión en Percu-plast

Producción
- Gastón Ackermann - Grabación
- Gastón Ackermann y Buenos Muchachos – Producción artística
- Gustavo Ruvertoni – Grabación de Y nos vamos jodiendo gratis, y mezcla del mismo tema junto a Marcelo Fernández y Gustavo Antuña
- Andrés Mayo – Masterización